# Den amerikanske drøm
Den amerikanske drøm (engelsk: The American Dream) er troen på, at alle borgere og indvandrere i USA gennem hårdt arbejde og viljekraft kan forbedre deres liv, uanset socialklasse . Begrebets betydning har dog forandret sig og kan nu betyde forskelligt: nogle er af den opfattelse, at de kan tjene mere end i deres oprindelige lande, andre forbinder det med børns muligheder for uddannelse, og atter andre tænker på mulighederne for at være en medborger/indvandrer uden begrænsninger som socialklasse, race eller etnisk oprindelse.
Ideen om den amerikanske drøm er baseret på USA's uafhængighedserklæring, hvori der står, at "alle mennesker er skabt lige", og at de af "deres Skaber har fået visse umistelige rettigheder" heriblandt "retten til liv, frihed og stræben efter lykke."
Ifølge flere undersøgelser har USA "efter international standard" en usædvanlig lav social mobilitet, lavere end i Frankrig, Tyskland, Sverige, Canada, Finland, Norge og Danmark. Kun Storbritannien har en lavere social mobilitet end USA.

## Historie
Betydningen af den "amerikanske drøm" har ændret sig og omfatter personlige faktorer, såsom ejerskab til eget hjem og social mobilitet, og en global vision. Drømmen opstod i mystikken om frontier life. Som den engelske guvernør i Virginia påpegede i 1774, har amerikanerne "altid forestillet sig at landet længere væk er endnu bedre end det de allerede har slået sig ned på" engelsk: "for ever imagine the Lands further off are still better than those upon which they are already settled". Han tilføjede, "hvis de nåede Paradis, så ville de fortsætte, hvis de hørte om et bedre sted længere mod vest." engelsk: "if they attained Paradise, they would move on if they heard of a better place farther west."
Amerikanerne har mulighed for at opnå rigdom gennem hårdt arbejde. Det giver muligheden for, at ens børn vokser op og får en god uddannelse og en karriere uden kunstige barrierer. Det er muligheden for at foretage individuelle valg uden de restriktioner, der tidligere begrænsede: klasse, kaste, religion, race eller etnicitet. De, der emigrerede til USA, sponserede aviser på deres eget sprog og markedsførte ofte den amerikanske drøm.

### 19. århundrede
I det 19. århundrede flygtede mange veluddannede tyskere fra den mislykkede Martsrevolution. De hilste den politiske frihed velkommen og glædede sig over fraværet af et hierarkisk eller aristokratisk samfund, der satte grænser for individuel stræben i den nye verden. En af dem forklarede:
Den tyske emigrant kommer til et land der er fri for despoti, privilegier og monopoler, utålelige skatter og begrænsninger med hensyn til tro og samvittighed. Enhver kan frit rejse og bosætte sig, hvor han har lyst. Der kræves intet pas, intet politi blander sig i, hvad man foretager sig, eller begrænser bevægelsesfrihed ... Troskab og fortjeneste er de eneste kilder til ære her. De rige står på lige fod med de fattige; den lærde er ikke over den mest ydmyge mekaniker; ingen tysker bør skamme sig over at søge et vilkårligt erhverv ... [I Amerika] giver rigdom og besiddelse af fast ejendom ikke ejeren den mindste politiske ret over den fattigste borger. Der er heller ikke adel, privilegier, eller stående hære, der kan svække folkets fysiske eller moralske magt, der er heller ikke horder af offentlige funktionærer, der i dovenskab får æren for dette. Først og fremmest er der ingen prinser og korrupte domstole, der repræsenterer den såkaldt guddommelige 'indfødsret.' I sådan et land giver et individs talenter, energi og udholdenhed ... meget større muligheder for udfoldelse end i monarkier.
Opdagelsen af guld i Californien i 1849 bragte på kort tid hundredtusindvis af mænd, der søgte hurtig rigdom — og nogle få der fandt den. Sådan blev den californiske drøm om hurtig succes født. Historikeren H.W. Brands fremhævede, at den californiske drøm spredte sig over nationen i årene efter guldfeberen:
Den gamle amerikanske drøm ... var puritanernes drøm om Benjamin Franklins "Poor Richard"... om mænd og kvinder der er tilfredse med at samle deres begrænsede formuer lidt efter lidt, år efter år. Den nye drøm var drømmen om øjeblikkelig rigdom, tjent på et øjeblik gennem dristighed og held. [Denne] gyldne drøm ... blev først en fremherskende del af den amerikanske psyke efter Sutters Mill."

### Det 20. århundrede
Historikeren James Truslow Adams populariserede begrebet "den amerikanske drøm" i sin bog "Epic of America" fra 1931':
 Men der har også været "den amerikanske drøm'", drømmen om et land hvor livet burde være bedre og rigere for hvert menneske med mulighed for enhver i overenstemmelse med evner eller præstationer.  Det er en svær drøm for den europæiske overklasse at fortolke, og alt for mange af os er blevet trætte og mistroiske over for den. Det er ikke blot en drøm om biler og høje lønninger, men en drøm om en social orden, hvor enhver til fulde kan realisere de evner de er født med, og at blive anerkendt af andre, for det de er, uanset fødsel og status.

Og han skrev senere:
 Den amerikanske drøm, der har lokket ti-millionvis fra alle nationer til vores kyster i det sidste århundrede, har ikke blot været en drøm om materiel overflod, selv om det utvivlsomt har haft en stor indflydelse. Det har været meget mere end det. Det har været en drøm om at vokse til den højeste udvikling som mand eller kvinde, uden de grænser, der langsomt er blevet sat op i de ældre civilisationer og ikke undertrykt af den sociale orden, der blev udviklet til glæde for klasserne i stedet for det enkle menneske fra alle klasser.

Martin Luther King, Jr. grundfæstede i sit "Letter from a Birmingham Jail" (1963) borgerrettighedsbevægelsen i den sortes søgen efter den amerikanske drøm:
Vi vil opnå vores frihed gennem vores nations hellige arv og Guds evige vilje der er legemliggjort gennem vores højtrøstede krav ... da disse arveløse Guds børn satte sig på snack-barerne repræsenterer de i virkeligheden det bedste i den amerikanske drøm og de allerhelligste værdier i vores jødisk-kristne kulturarv og bringer vores nation tilbage til demokratiets store brønde, der blev gravet af nationens fædre med deres formulering af Forfatningen og Uafhængighedserklæringen.

## Politiske ledere
Forskere har undersøgt den amerikanske drøm i politiske lederes karrierer som Henry Kissinger, Hillary Clinton, Benjamin Franklin og Abraham Lincoln. Temaet har også været brugt af mange lokale ledere, f.eks. José Antonio Navarro, lederen fra Tejano (1795–1871), der tjente i Coahuila y Texas' lovgivende forsamling, Republikken Texas, og Staten Texas.
I 2006 skrev den amerikanske senator Barack Obama Mod til at håbe. Tanker om generobringen af den amerikanske drøm. Det var denne unge sorte mands fortolkning af den amerikanske drøm, der hjalp med at fastlægge hans omdømme i hele staten og nationen. Den præcise betydning af drømmen blev et partipolitisk emne i valgene i 2008 og 2012.
Politiske konflikter er til en vis grad afhjulpet af alle partiers delte værdier i forventningen om, at den amerikanske drøm løser mange problemer og konflikter.

## Litterære kommentarer
Den amerikanske drøm er blevet rost for, at den har lettet opbygningen af en sammenhængende amerikansk oplevelse, men den er også blevet kritiseret for at oppuste forventninger.
Nogle kommentatorer har bemærket, at den moderne amerikanske rigdomsstruktur stadig fastholder race- og klassemæssige uligheder fra generation til generation på trods af den dybtliggende tro på den ligeværdige amerikanske drøm. En sociolog bemærker, at fordele og ulemper ikke altid hænger sammen med individuelle successer eller nederlag, men ofte med tidligere placering i en socialklasse.
Siden 1920'erne har talrige forfattere, gjort grin med materialismen i jagten på den amerikanske drøm. Det gælde fx Sinclair Lewis i hans roman Babbitt fra 1922, og F. Scott Fitzgerald i hans klassiker Den store Gatsby fra 1925. For eksempel spejler Jay Gatsbys død den amerikanske drøms undergang, hvilket reflekterer den moderne amerikaners pessimisme. Den amerikanske drøm er et hovedtema i John Steinbecks bog, Mus og mænd. De to venner George og Lennie drømmer om at eje deres eget stykke land med en ranch, så de kan "leve fedt af jorden" (engelsk: "live off the fatta the lan'") og ganske enkelt få et bedre liv. Bogen viser senere, at det ikke er muligt for alle at nå den amerikanske drøm, selv om det er muligt for nogle få. Mange følger den amerikanske drøm for at opnå en større mulighed for at blive rige. Nogle postulerer, at letheden hvormed man kan opnå den amerikanske drøm ændrer sig med teknologiske ændringer, tilgængeligheden af infrastruktur og information, regeringsreguleringer, økonomiens tilstand og de ændrede kulturelle værdier i USA's demografi.
I 1949 skrev Arthur Miller En sælgers død, i hvilken jagten på den amerikanske drøm er frugtesløs. På lignende vis portrætterede Hunter S. Thompson i Frygt og lede i Las Vegas (engelsk: Fear and Loathing in Las Vegas: A Savage Journey Into the Heart of the American Dream) fra 1971 en mørk psykedelisk refleksion over konceptet—succesrigt illustreret alene gennem syrede pop-kulturelle overdrivelser.
Romanen Requiem for a Dream af Hubert Selby, Jr. undersøger søgen efter amerikansk succes, når den bliver delirisk og dødelig, fortalt gennem hovedpersonernes frie fald. George Carlin skrev den berømte vittighed "det hedder den amerikanske drøm, fordi du skal være faldet i søvn for at tro på den" ("engelsk: it's called the American dream because you have to be asleep to believe it"). Carlin fremhævede, at "de store rige virksomheders interesser kontrollerer alle de vigtige beslutninger" (engelsk: "the big wealthy business interests that control things and make all the important decisions") som havende en større indflydelse end det enkelte individs valg. Den Pulitzer-prisvindende journalist Chris Hedges echos denne følelse i sin bog Days of Destruction, Days of Revolt fra 2012:
Den højt besungne amerikanske drøm, ideen om at livet bliver bedre, at fremskridt er uundgåeligt, hvis vi følger reglerne og arbejder hårdt, at materiel velstand er garanteret, er blevet erstattet af en hård og bitter sandhed. Den amerikanske drøm, som vi kender den i dag, er en løgn. Vi bliver alle ofret. Virksomhedernes misbrugsvirus - den perverterede tro på at det eneste der tæller er virksomhedernes profit - har spredt sig til outsourcing af vores job, nedskæring af vores skolers budgetter, lukning af vores biblioteker og den forpester vores samfund med tvangsauktioner og arbejdsløshed.
Den amerikanske drøm og det ofte pessimistiske svar til den har været et gennemgående tema i amerikanske film.
Mange modkulturelle film fra 1960'erne og 1970'erne gjorde grin med den traditionelle søgen efter den amerikanske drøm. For eksempel viser Easy Rider (1969) instrueret af Dennis Hopper personer, der gennemfører en pilgrimsrejse for at finde "det sande Amerika" udtrykt gennem hippiebevægelsen, stoffer og kollektiv livsstil.

## Aktuel status

### Sammenlignende opadgående mobilitet
Aktuel forskning antyder, at USA i forhold til sammenlignelige samfund udviser nogenlunde gennemsnitlige niveauer af opadgående mobilitet på arbejdsmarkedet, og lavere niveauer af indkomstmæssig mobilitet. Blanden et al. skriver, "ideen om at USA er 'mulighedernes land' lever i bedste velgående; og det virker helt klart malplaceret." (engelsk: "the idea of the US as 'the land of opportunity' persists; and clearly seems misplaced.") Ifølge disse undersøgelser har USA "efter international standard" et usædvanligt lavt niveau af mobilitet mellem generationerne: vores forældres indkomst forudsiger med stor sikkerhed vores indtægter som voksne. Mobiliteten mellem generationerne er lavere i USA end i Frankrig, Tyskland, Sverige, Canada, Finland, Norge og Danmark. Mellem høj-indtægt lande, hvor der findes sammenlignelige estimater, er det kun Storbritannien, der havde en lavere mobilitet end USA." "Dette udfordrer opfattelsen af Amerika som mulighedernes land" ("This challenges the notion of America as the land of opportunity"). Under en TED-konference om de sociale problemer der er forbundne med økonomisk ulighed, sagde forskeren i sociale forhold Richard G. Wilkinson at, "Hvis amerikanerne ønsker at udleve den amerikanske drøm, så skal de tage til Danmark" ("if Americans want to live the American dream, they should go to Denmark").